# Erigorgus thomsonii
Erigorgus thomsonii là một loài tò vò trong họ Ichneumonidae.